# Loperhet
Loperhet (bretonisch Loperc'hed) ist eine französische Gemeinde mit 3952 Einwohnern (Stand: 1. Januar 2022) im Département Finistère in der Region Bretagne. Sie gehört zum Arrondissement Brest und ist Mitglied im Gemeindeverband Communauté d’agglomération du pays de Landerneau-Daoulas. Die Bewohner werden Loperhétois und Loperhétoises genannt.

## Geografie

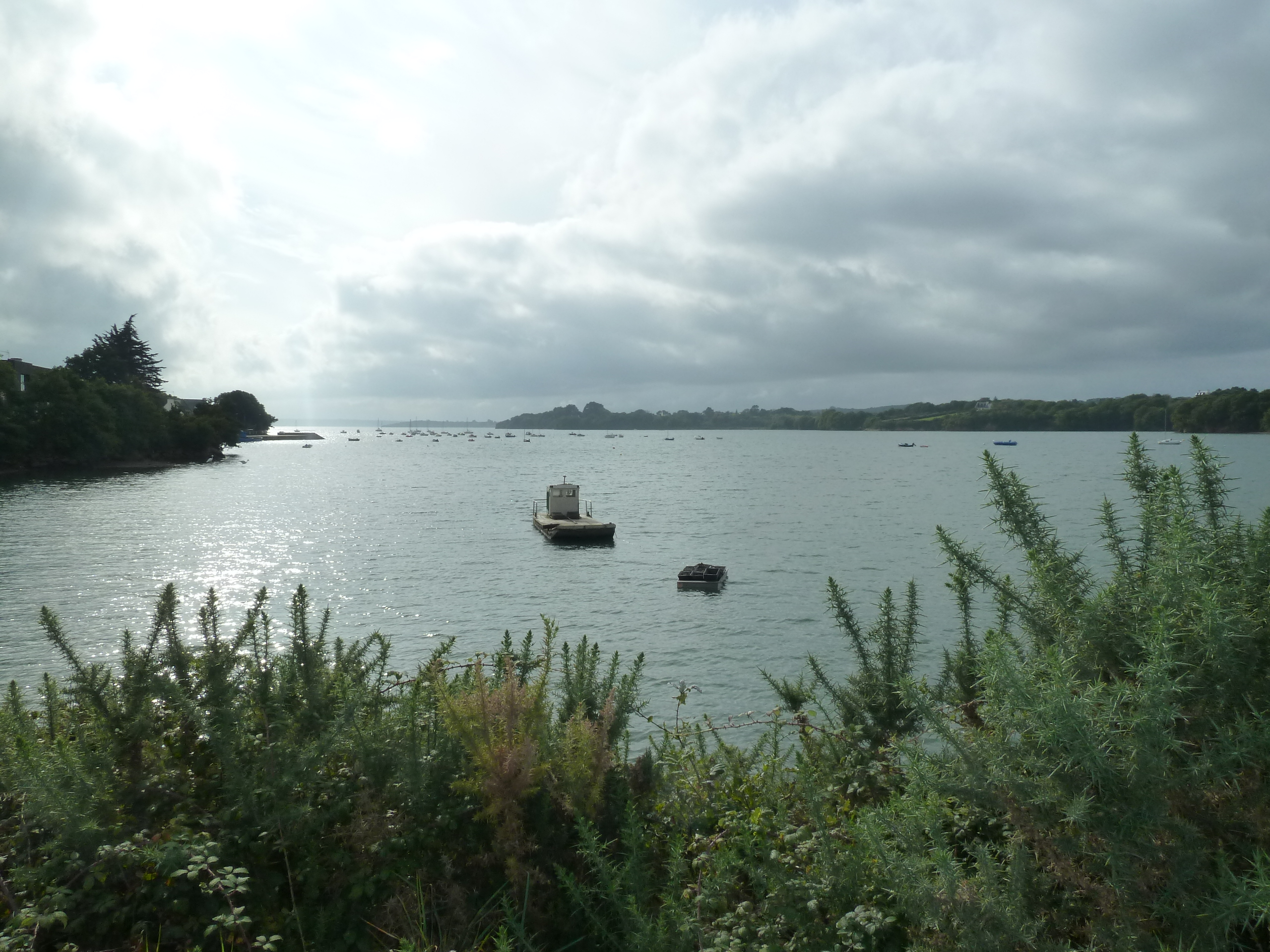
Bucht von Penfoul

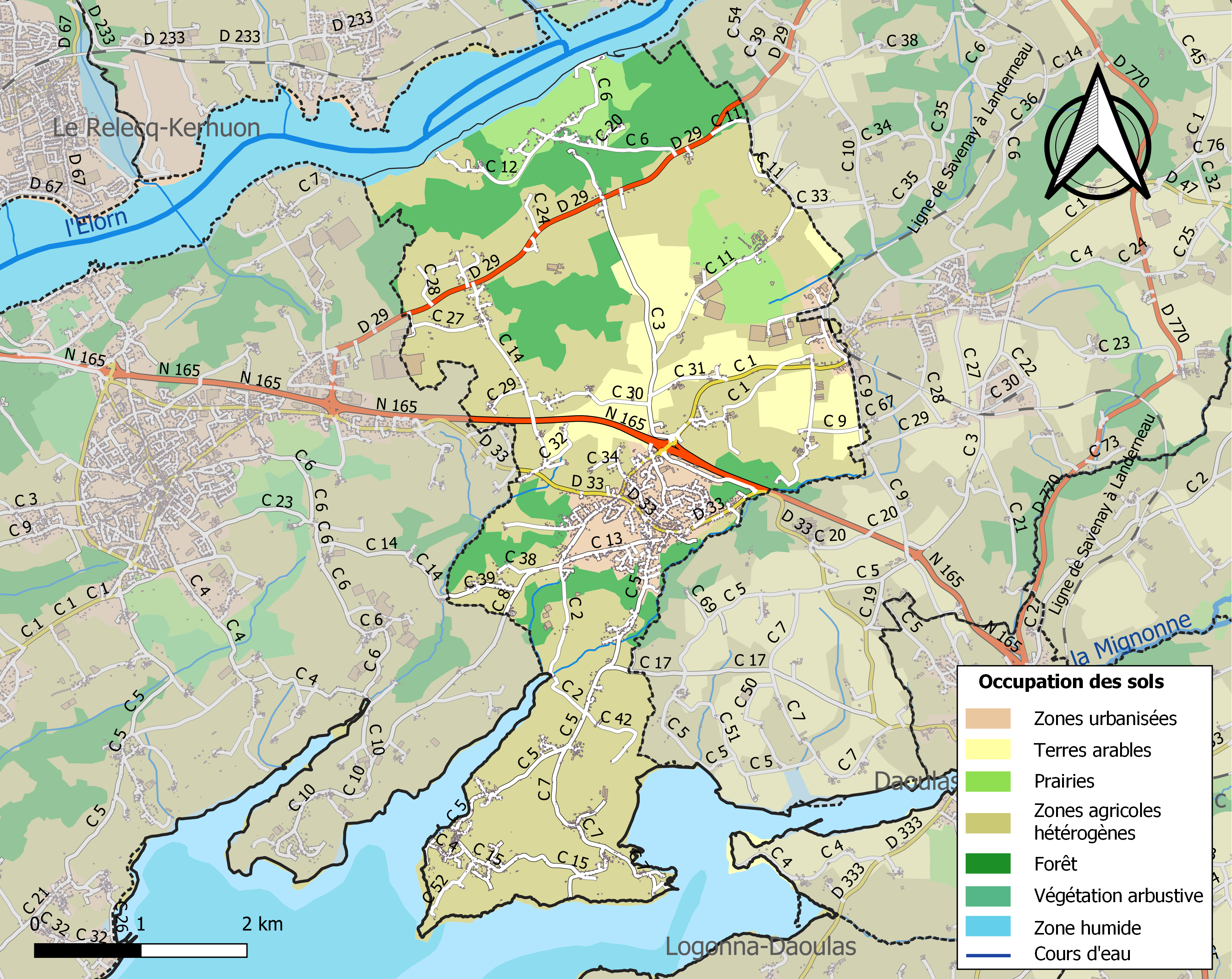
Bodennutzung, Hydrografie und Infrastruktur der Gemeinde (2018)

Loperhet befindet sich an der Rade de Brest in der historischen Landschaft der Cornouaille, etwa 13 Kilometer ostsüdöstlich von Brest. Die Gemeinde wird im Norden durch den Trichtermündung des Küstenflusses Élorn begrenzt, im Süden durch den Ästuar des Flüsschen Mignonne. Die Bucht von Penfoul schneidet sich tief in das Gemeindegebiet hinein und bildet den südlichen Teil als Halbinsel.
Das Gebiet von Loperhet ist Teil der Natura 2000-Schutzgebiete „Rivière Elorn“ (FR5300024), „Rade de Brest, estuaire de l’Aulne“ (FR5300046) und „Rade de Brest : Baie de Daoulas, Anse de Poulmic“ (FR5310071) sowie von vier ZNIEFF-Naturzonen Fast drei Viertel der Fläche der Gemeinde werden landwirtschaftlich genutzt, etwa 18 % sind bewaldet.
Umgeben wird Loperhet von den beiden Nachbargemeinden:
|                    | Élorn                                       |         |
| Plougastel-Daoulas | Kompassrose, die auf Nachbargemeinden zeigt | Dirinon |
|                    | Rade de Brest                               |         |

## Geschichte
Der Name Loperhet kommt von Loc, geweihter Ort, und Sainte Berc’het, Brigida von Kildare. Andere Namen für Loperhet waren: Ecclesia Loco Sanctae Brigidae (1218), Loperchet (1442), Loperguet (1535) und Locus Brigide (1574).
Loperhet beherbergte ein Priorat der Abtei von Daoulas. Im 12. und 13. Jahrhundert gab es dort ein Hospiz und eine Kapelle die zu einer Pilgerstätte gehörten.

## Bevölkerungsentwicklung

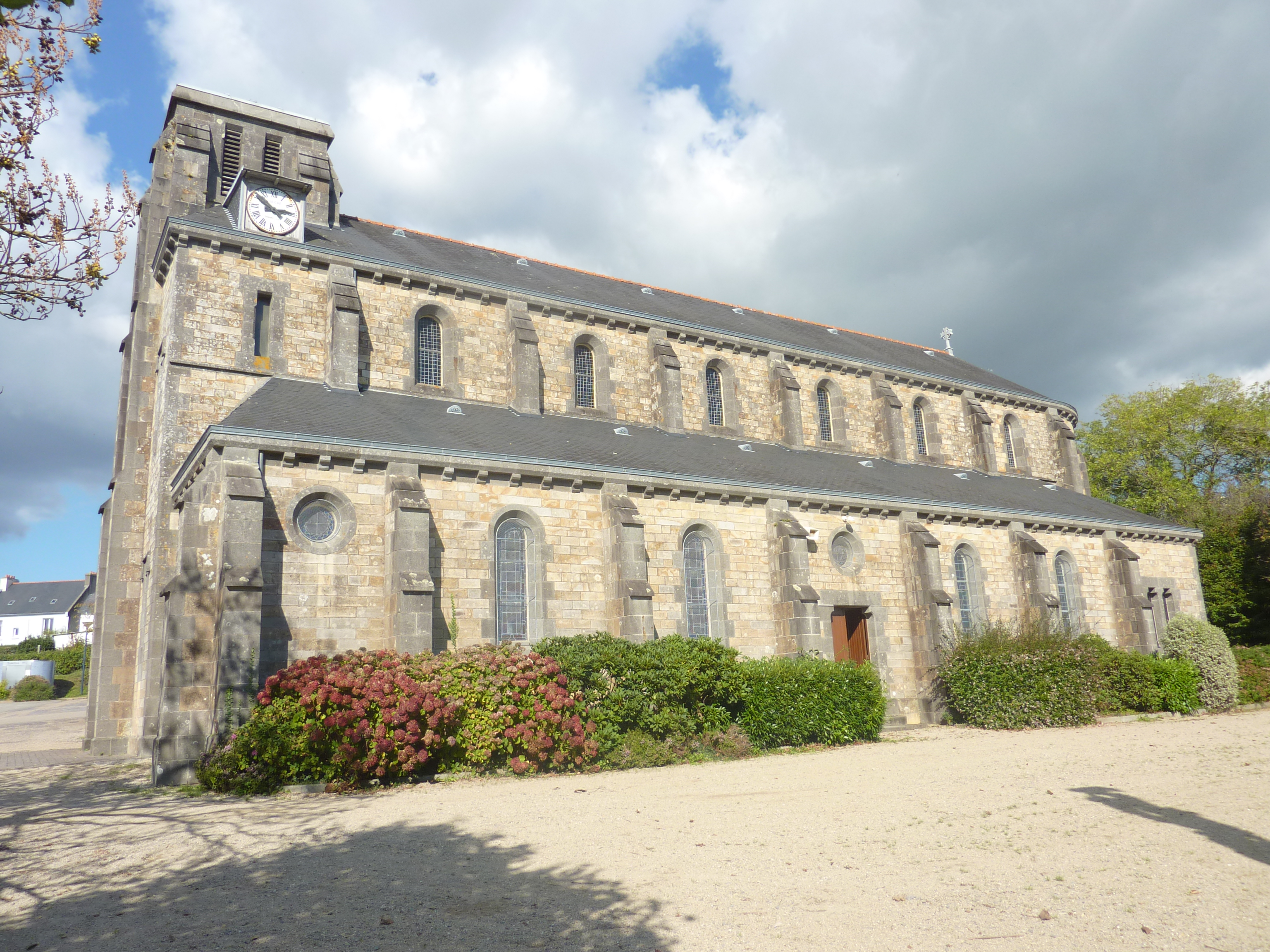
Kirche Sainte-Brigitte

| Jahr                       | 1962 | 1968 | 1975 | 1982 | 1990 | 1999 | 2009 | 2013 | 2020 |
| Einwohner                  | 1269 | 1315 | 1411 | 2030 | 2941 | 3466 | 3585 | 3588 | 3931 |
| Quellen: Cassini und INSEE |      |      |      |      |      |      |      |      |      |

## Sehenswürdigkeiten
In der Kirche Sainte-Brigitte, erbaut 1896, befindet sich ein silberner Kelch aus dem Ende des 16. Jahrhunderts. Der 1955 als Monument historique (historisches Denkmal) klassifiziert wurde. Die Kirche ersetzte eine ältere Kirche aus dem 17. Jahrhundert, die wiederum die älteste Kirche ersetzte, die 1218 urkundlich als Ecclesia Loco Sanctae Brigidae erwähnt worden war. Die heutige Kirchenglocke wurde 1661 gegossen, der Eingang der Kirche trägt die Jahreszahl 1645.
Es gibt in Loperhet zwei Hügelgräber aus der Bronzezeit, beide befinden sich in Privatbesitz. Das Hügelgrab im Ortsteil Roc'hellou wurde 1930 als Monument historique klassifiziert. Das Hügelgrab im Weiler Gorré Menez wurde 1971 als Monuments historique eingetragen.
Das Schloss Keranc'hoat ist wahrscheinlich in den 1840er Jahren errichtet worden und enthält Überbleibsel eines Herrenhauses aus dem 15. Jahrhundert.

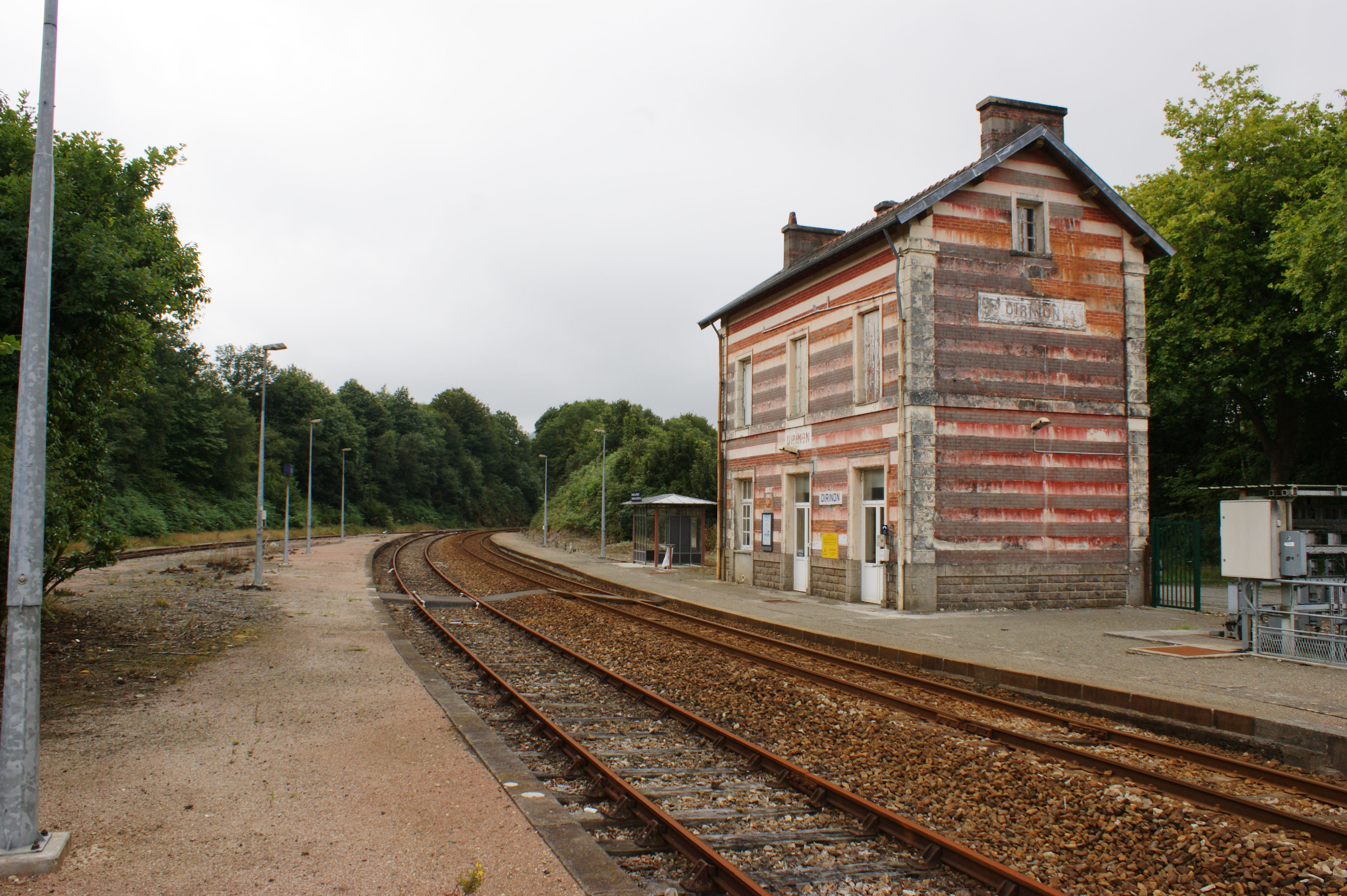
Bahnhof Dirinan-Loperhet

## Verkehr
Die autobahnähnliche Route nationale 165 von Brest nach Nantes durchquert das Gemeindegebiet ohne Anschlussstelle. Busse einer Linie der regionalen Transportgesellschaft BreizhGo bedienen vier Haltestellen in Loperhet und verbinden die Gemeinde mit Brest und
Dirinon.
Der Bahnhof Dirinon-Loperhet auf der Gemeindegrenze zu Dirinon liegt an der Eisenbahnstrecke Landerneau–Quimper und wird von Zügen des TER Bretagne auf der Linie Brest–Quimper bedient.

## Persönlichkeiten
René du Louët (* 1640 in Loperhet; † 1668), war Bischof von Cornouaille